# Questore (parlamento)
Il questore è una carica coperta da alcuni deputati istituita dal regolamento della Camera dei deputati della Repubblica Italiana. Essi hanno il compito di vigilare sull'applicazione delle norme che regolano i lavori della Camera e delle direttive del Presidente della Camera.
Il Collegio dei questori (in base al Regolamento della Camera, art. 10), si compone di tre deputati questori la cui funzione specifica è quella del mantenimento dell'ordine all'interno di tutte le sedi della Camera, per mezzo degli assistenti parlamentari, vigilando sull'applicazione delle relative norme e delle direttive del presidente. Questa funzione è specifica in quanto le forze dell'ordine non possono in genere accedere alle sedi parlamentari, a meno di autorizzazione del Presidente. Tale Collegio ha anche la prerogativa di stilare un bilancio interno che deve, in seguito, essere approvato e discusso dalla Camera stessa.

## Elenco dei questori
| Leg.  | Questore          | Questore           | Partito         | Voti | Questore       | Questore                    | Partito   | Voti | Questore    | Questore           | Partito           | Voti | Non eletti           | Non eletti | Note  |
| Leg.  | Questore          | Questore           | Partito         | Voti | Questore       | Questore                    | Partito   | Voti | Questore    | Questore           | Partito           | Voti | Candidato            | Voti       | Note  |
| ----- | ----------------- | ------------------ | --------------- | ---- | -------------- | --------------------------- | --------- | ---- | ----------- | ------------------ | ----------------- | ---- | -------------------- | ---------- | ----- |
| XII   |                   | Maurizio Balocchi  | LN              | 308  |                | Ugo Martinat                | AN        | 306  |             | Marida Bolognesi   | Gruppo misto      | 194  | Voti dispersi        | 37         | [ 3 ] |
| XII   | Schede bianche    | Maurizio Balocchi  | LN              | 308  | 81             | Ugo Martinat                | AN        | 306  |             | Marida Bolognesi   | Gruppo misto      | 194  |                      |            | [ 3 ] |
| XII   | Schede nulle      | Maurizio Balocchi  | LN              | 308  | 8              | Ugo Martinat                | AN        | 306  |             | Marida Bolognesi   | Gruppo misto      | 194  |                      |            | [ 3 ] |
| XIII  |                   | Angelo Muzio       | PdCI            | 316  |                | Maura Camoirano             | DS        | 310  |             | Ugo Martinat       | AN                | 215  | Roberto Grugnetti    | 24         |       |
| XIII  | Maurizio Balocchi | Angelo Muzio       | PdCI            | 316  | 21             | Maura Camoirano             | DS        | 310  |             | Ugo Martinat       | AN                | 215  |                      |            |       |
| XIII  | Teodoro Buontempo | Angelo Muzio       | PdCI            | 316  | 3              | Maura Camoirano             | DS        | 310  |             | Ugo Martinat       | AN                | 215  |                      |            |       |
| XIII  | Ignazio La Russa  | Angelo Muzio       | PdCI            | 316  | 3              | Maura Camoirano             | DS        | 310  |             | Ugo Martinat       | AN                | 215  |                      |            |       |
| XIII  | Paolo Becchetti   | Angelo Muzio       | PdCI            | 316  | 2              | Maura Camoirano             | DS        | 310  |             | Ugo Martinat       | AN                | 215  |                      |            |       |
| XIII  | Voti dispersi     | Angelo Muzio       | PdCI            | 316  | 15             | Maura Camoirano             | DS        | 310  |             | Ugo Martinat       | AN                | 215  |                      |            |       |
| XIII  | Schede bianche    | Angelo Muzio       | PdCI            | 316  | 18             | Maura Camoirano             | DS        | 310  |             | Ugo Martinat       | AN                | 215  |                      |            |       |
| XIII  | Schede nulle      | Angelo Muzio       | PdCI            | 316  | 6              | Maura Camoirano             | DS        | 310  |             | Ugo Martinat       | AN                | 215  |                      |            |       |
| XIV   |                   | Francesco Colucci  | FI              | 340  |                | Edouard Ballaman            | LN        | 289  |             | Paola Manzini      | DS                | 236  | Alfredo Biondi       | 5          | [ 4 ] |
| XIV   | Publio Fiori      | Francesco Colucci  | FI              | 340  | 5              | Edouard Ballaman            | LN        | 289  |             | Paola Manzini      | DS                | 236  |                      |            | [ 4 ] |
| XIV   | Giovanni Deodato  | Francesco Colucci  | FI              | 340  | 2              | Edouard Ballaman            | LN        | 289  |             | Paola Manzini      | DS                | 236  |                      |            | [ 4 ] |
| XIV   | Alberto di Luca   | Francesco Colucci  | FI              | 340  | 2              | Edouard Ballaman            | LN        | 289  |             | Paola Manzini      | DS                | 236  |                      |            | [ 4 ] |
| XIV   | Voti dispersi     | Francesco Colucci  | FI              | 340  | 8              | Edouard Ballaman            | LN        | 289  |             | Paola Manzini      | DS                | 236  |                      |            | [ 4 ] |
| XIV   | Schede bianche    | Francesco Colucci  | FI              | 340  | 18             | Edouard Ballaman            | LN        | 289  |             | Paola Manzini      | DS                | 236  |                      |            | [ 4 ] |
| XIV   | Schede nulle      | Francesco Colucci  | FI              | 340  | 1              | Edouard Ballaman            | LN        | 289  |             | Paola Manzini      | DS                | 236  |                      |            | [ 4 ] |
| XV    |                   | Gabriele Albonetti | PD              | 320  |                | Francesco Colucci           | FI        | 293  |             | Severino Galante   | PdCI              | 235  | Voti dispersi        | 16         | [ 5 ] |
| XV    | Schede bianche    | Gabriele Albonetti | PD              | 320  | 22             | Francesco Colucci           | FI        | 293  |             | Severino Galante   | PdCI              | 235  |                      |            | [ 5 ] |
| XV    | Schede nulle      | Gabriele Albonetti | PD              | 320  | 4              | Francesco Colucci           | FI        | 293  |             | Severino Galante   | PdCI              | 235  |                      |            | [ 5 ] |
| XVI   |                   | Francesco Colucci  | PdL             | 379  |                | Antonio Mazzocchi           | PdL       | 269  |             | Gabriele Albonetti | PD                | 243  | Voti dispersi        | 11         | [ 6 ] |
| XVI   | Schede bianche    | Francesco Colucci  | PdL             | 379  | 22             | Antonio Mazzocchi           | PdL       | 269  |             | Gabriele Albonetti | PD                | 243  |                      |            | [ 6 ] |
| XVI   | Schede nulle      | Francesco Colucci  | PdL             | 379  | 8              | Antonio Mazzocchi           | PdL       | 269  |             | Gabriele Albonetti | PD                | 243  |                      |            | [ 6 ] |
| XVII  |                   | Stefano Dambruoso  | Gruppo misto CI | 342  |                | Paolo Fontanelli            | Art.1-MDP | 309  |             | Gregorio Fontana   | FI                | 174  | Roberto Castelli     | 142        | [ 7 ] |
| XVII  | Carla Ruocco      | Stefano Dambruoso  | Gruppo misto CI | 342  | 109            | Paolo Fontanelli            | Art.1-MDP | 309  |             | Gregorio Fontana   | FI                | 174  |                      |            | [ 7 ] |
| XVII  | Voti dispersi     | Stefano Dambruoso  | Gruppo misto CI | 342  | 16             | Paolo Fontanelli            | Art.1-MDP | 309  |             | Gregorio Fontana   | FI                | 174  |                      |            | [ 7 ] |
| XVII  | Schede bianche    | Stefano Dambruoso  | Gruppo misto CI | 342  | 13             | Paolo Fontanelli            | Art.1-MDP | 309  |             | Gregorio Fontana   | FI                | 174  |                      |            | [ 7 ] |
| XVII  | Schede nulle      | Stefano Dambruoso  | Gruppo misto CI | 342  | 6              | Paolo Fontanelli            | Art.1-MDP | 309  |             | Gregorio Fontana   | FI                | 174  |                      |            | [ 7 ] |
| XVIII |                   | Riccardo Fraccaro  | M5S             | 269  |                | Gregorio Fontana            | FI        | 232  |             | Edmondo Cirielli   | Fratelli d'Italia | 213  | Rosa Maria Di Giorgi | 112        |       |
| XVIII |                   | Federico D'Incà    | M5S             | 329  | Voti dispersi  | Gregorio Fontana            | FI        | 232  | 15          | Edmondo Cirielli   | Fratelli d'Italia | 213  |                      |            |       |
| XVIII |                   | Francesco D'Uva    | IPF             | 268  | Schede bianche | Gregorio Fontana            | FI        | 232  | 12          | Edmondo Cirielli   | Fratelli d'Italia | 213  |                      |            |       |
| XVIII | Schede nulle      | Francesco D'Uva    | IPF             | 268  | 14             | Gregorio Fontana            | FI        | 232  |             | Edmondo Cirielli   | Fratelli d'Italia | 213  |                      |            |       |
| XIX   |                   | Paolo Trancassini  | FdI             | 232  |                | Alessandro Manuel Benvenuto | Lega      | 216  |             | Filippo Scerra     | M5S               | 132  |                      |            |       |
| XIX   | Rachele Scarpa    | Paolo Trancassini  | FdI             | 232  | 34             | Alessandro Manuel Benvenuto | Lega      | 216  | [ 8 ] [ 9 ] | Filippo Scerra     | M5S               | 132  |                      |            |       |
| XIX   | Piero Fassino     | Paolo Trancassini  | FdI             | 232  | 30             | Alessandro Manuel Benvenuto | Lega      | 216  | [ 8 ] [ 9 ] | Filippo Scerra     | M5S               | 132  |                      |            |       |
| XIX   | Marco Pellegrini  | Paolo Trancassini  | FdI             | 232  | 27             | Alessandro Manuel Benvenuto | Lega      | 216  | [ 8 ] [ 9 ] | Filippo Scerra     | M5S               | 132  |                      |            |       |
| XIX   | Alfonso Colucci   | Paolo Trancassini  | FdI             | 232  | 17             | Alessandro Manuel Benvenuto | Lega      | 216  | [ 8 ] [ 9 ] | Filippo Scerra     | M5S               | 132  |                      |            |       |
| XIX   | Voti dispersi     | Paolo Trancassini  | FdI             | 232  | 15             | Alessandro Manuel Benvenuto | Lega      | 216  | [ 8 ] [ 9 ] | Filippo Scerra     | M5S               | 132  |                      |            |       |
| XIX   | Schede bianche    | Paolo Trancassini  | FdI             | 232  | 5              | Alessandro Manuel Benvenuto | Lega      | 216  | [ 8 ] [ 9 ] | Filippo Scerra     | M5S               | 132  |                      |            |       |
| XIX   | Schede nulle      | Paolo Trancassini  | FdI             | 232  | 4              | Alessandro Manuel Benvenuto | Lega      | 216  | [ 8 ] [ 9 ] | Filippo Scerra     | M5S               | 132  |                      |            |       |